# 1960-as vásárvárosok kupája-döntő
A 1958–1960-as vásárvárosok kupájának (VVK) döntőjét 1960. március 29-én és április 1-jén rendezték. Az összecsapást a címvédő CF Barcelona nyerte, miután a birminghami 1. mérkőzés 0–0-s döntetlenjét követően hazai pályán 4–1-es arányban múlta felül az angol Birmingham City együttesét.

## Mérkőzések

### 1. mérkőzés
| 1960. március 29. |

| Birmingham City | 0–0 | CF Barcelona |
| --------------- | --- | ------------ |
|                 |     |              |

| St Andrew’s, Birmingham Nézőszám: 40 524 Játékvezető: van Nuffel (belga) |

| BIRMINGHAM CITY:         |
| Johnny Schofield (kapus) |
| Brian Farmer             |
| George Allen             |
| Johnny Watts             |
| Trevor Smith             |
| Dick Neal                |
| Gordon Astall            |
| Johnny Gordon            |
| Don Weston               |
| Bryan Orritt             |
| Harry Hooper             |
| Vezetőedző:              |
| Pat Beasley              |

| CF BARCELONA:            |
| Antoni Ramallets (kapus) |
| Ferran Olivella          |
| Sígfrid Gràcia           |
| Joan Segarra             |
| Rodri                    |
| Enric Gensana            |
| Luis Coll                |
| Kocsis Sándor            |
| Eulogio Martínez         |
| Enrique Ribelles         |
| Ramón Villaverde         |
| Vezetőedző:              |
| Helenio Herrera          |

### 2. mérkőzés
| 1960. április 1. |

| CF Barcelona                       | 4–1   | Birmingham City |
| ---------------------------------- | ----- | --------------- |
| Martínez 3' Czibor 6' 48' Coll 78' | (2–0) | Hooper 82'      |

| Camp Nou, Barcelona Nézőszám: 70 000 Játékvezető: van Nuffel (belga) |

| CF BARCELONA:            |
| Antoni Ramallets (kapus) |
| Ferran Olivella          |
| Sígfrid Gràcia           |
| Martín Vergés            |
| Rodri                    |
| Joan Segarra             |
| Luis Coll                |
| Enrique Ribelles         |
| Eulogio Martínez         |
| Kubala László            |
| Czibor Zoltán            |
| Vezetőedző:              |
| Helenio Herrera          |

| BIRMINGHAM CITY:         |
| Johnny Schofield (kapus) |
| Brian Farmer             |
| George Allen             |
| Johnny Watts             |
| Trevor Smith             |
| Dick Neal                |
| Gordon Astall            |
| Johnny Gordon            |
| Don Weston               |
| Peter Murphy             |
| Harry Hooper             |
| Vezetőedző:              |
| Pat Beasley              |

Összesítésben a Barcelona 4–1-re nyert.
| Az 1958–1960-as vásárvárosok kupája győztese |
| -------------------------------------------- |
| CF Barcelona 2. cím                          |

## Lásd még
- 1958–1960-as vásárvárosok kupája

## Külső hivatkozások
- Az 1959–60-as európai kupaszezon mérkőzéseinek adatai az rsssf.com (angolul)